# Jean Mauger
Jean Mauger (Dieppe, 1648 – Parigi, 9 settembre 1722) è stato un medaglista francese.

## Biografia
Dopo essersi formato come incisore su avorio, un'arte fiorente nella nativa Dieppe, Jean Mauger fu chiamato a Parigi intorno al 1677 da Louvois insieme al suo connazionale Michel Mollart (1641-1712). Suo allievo fu il ginevrino Jean Dassier (1676-1763).
Allievo di Jean Varin, Mauger fu medaglista di Luigi XIV e incise 260 medaglie del Re Sole in meno di sette anni.
È uno dei circa venti incisori il cui nome è rimasto associato alla storia del re. Jean Varin, controllore generale delle effigi, incisore generale delle monete e direttore del bilanciere del Louvre, aveva creato una scuola di incisori che lavoravano alla grande opera della storia del re, tra cui, oltre a Jean Mauger, Michel Molart, Pierre Aury, Léonard-Girard Hérard e Jean Hardy.
Nel 1808 Joachim Le Breton ha stimato che Mauger, che aveva svolto il maggior numero di lavori sulle medaglie di Luigi XIV, fosse al terzo posto, dopo Warin e Dupré, per qualità delle effigi. Egli riteneva che le sue teste fossero di notevole pregio, ma anche che i suoi rovesci non fossero all'altezza di quelli di Warin, e che non fosse all'altezza del talento dei primi due incisori, ma che fosse comunque superiore a tutti gli altri.
In quanto medaglista del re, il 27 aprile 1698, alla morte di Jean Chéron, gli fu concesso di alloggiare nel Palazzo del Louvre.
Nel 1687 e nel 1688 ricevette 900 livres per un marchio e un quadrato raffigurante L'incrocio tra i due mari, per la serie di medaglie del re; 900 livres per un modello in cera, un marchio e due quadrati raffiguranti L'entrata della regina a Parigi, per la stessa serie; 680 livres per un marchio e un quadrato raffigurante La Presa delle quattro città sul Reno.
Nella storia della medaglistica sotto il regno di Luigi XIV, Mauger ebbe un ruolo preponderante alla pari di Joseph Roëttiers, Henri Rousselle e Michel Molart.
Sposò Élisabeth Clay (o de Clay), figlia dell'orafo Jean Clay, ed ebbero almeno due figli: Marie-Thérèse, battezzata l'11 novembre 1703, ed Estienne Romain, battezzata il 6 luglio 1707.
Le sue medaglie dei porti e degli arsenali di Rochefort (1666), Tolone (1680) e Brest (1681) furono coniate nel 1701. Rimase medaglista reale fino al 1719, quando fu sostituito da Jean Duvivier, e morì tre anni dopo a Parigi, il 9 settembre 1722.

## Opere
- Luigi XIV, presa di Thionville nel 1643 .
- Luigi XIV, presa di Stenay, 1654.
- Luigi XIV, colonia del Madagascar, 1665[5].
- Luigi XIV, presa di Namur, 1692[5].

## Galleria d'immagini

Medaglie di Jean Mauger
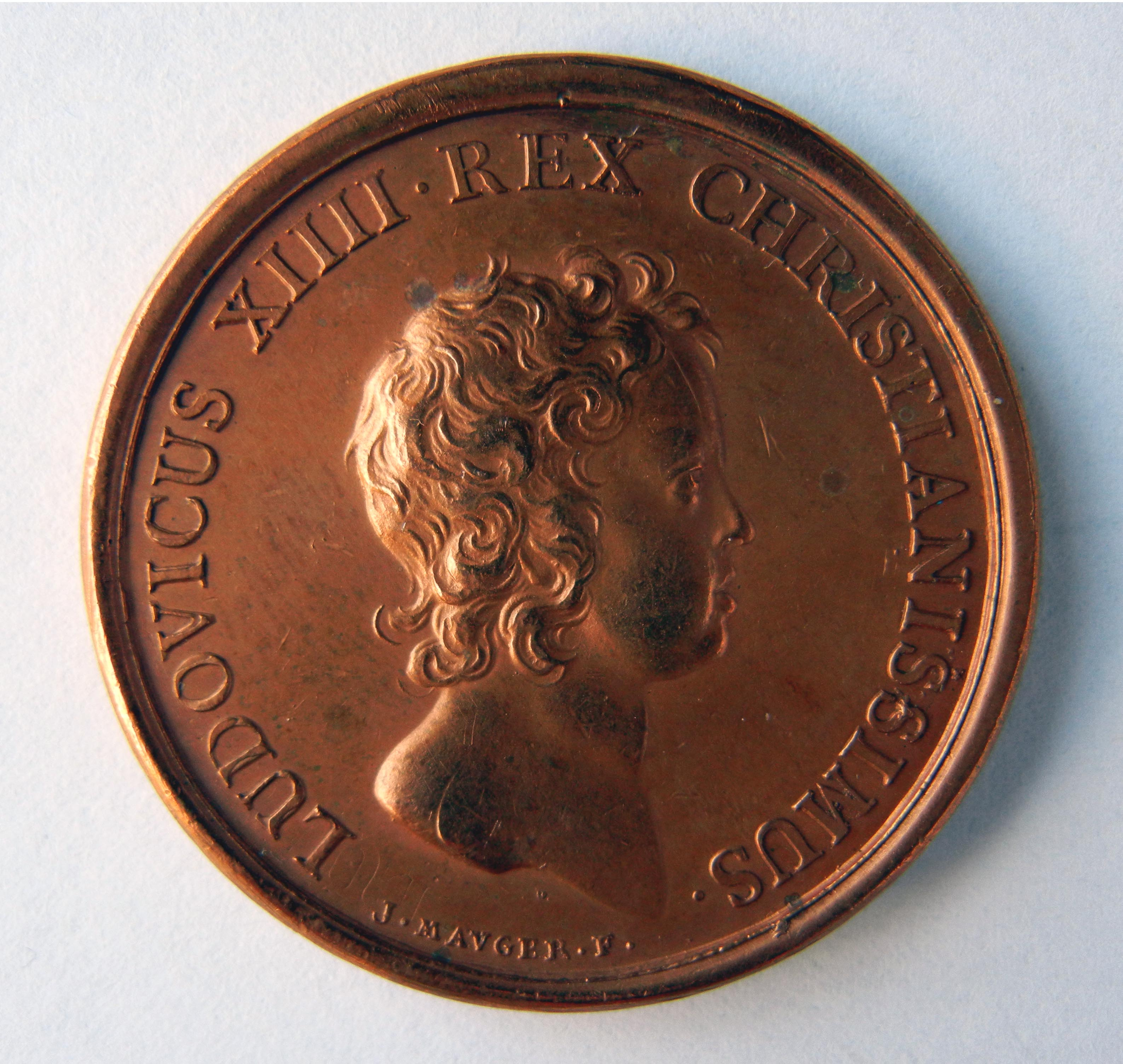
Luigi XIV, medaglia emessa in memoria del suo quinto compleanno, anno della sua acesa al trono e della presa di Thionville nel 1643 dal lato del Gran Condé, diritto.
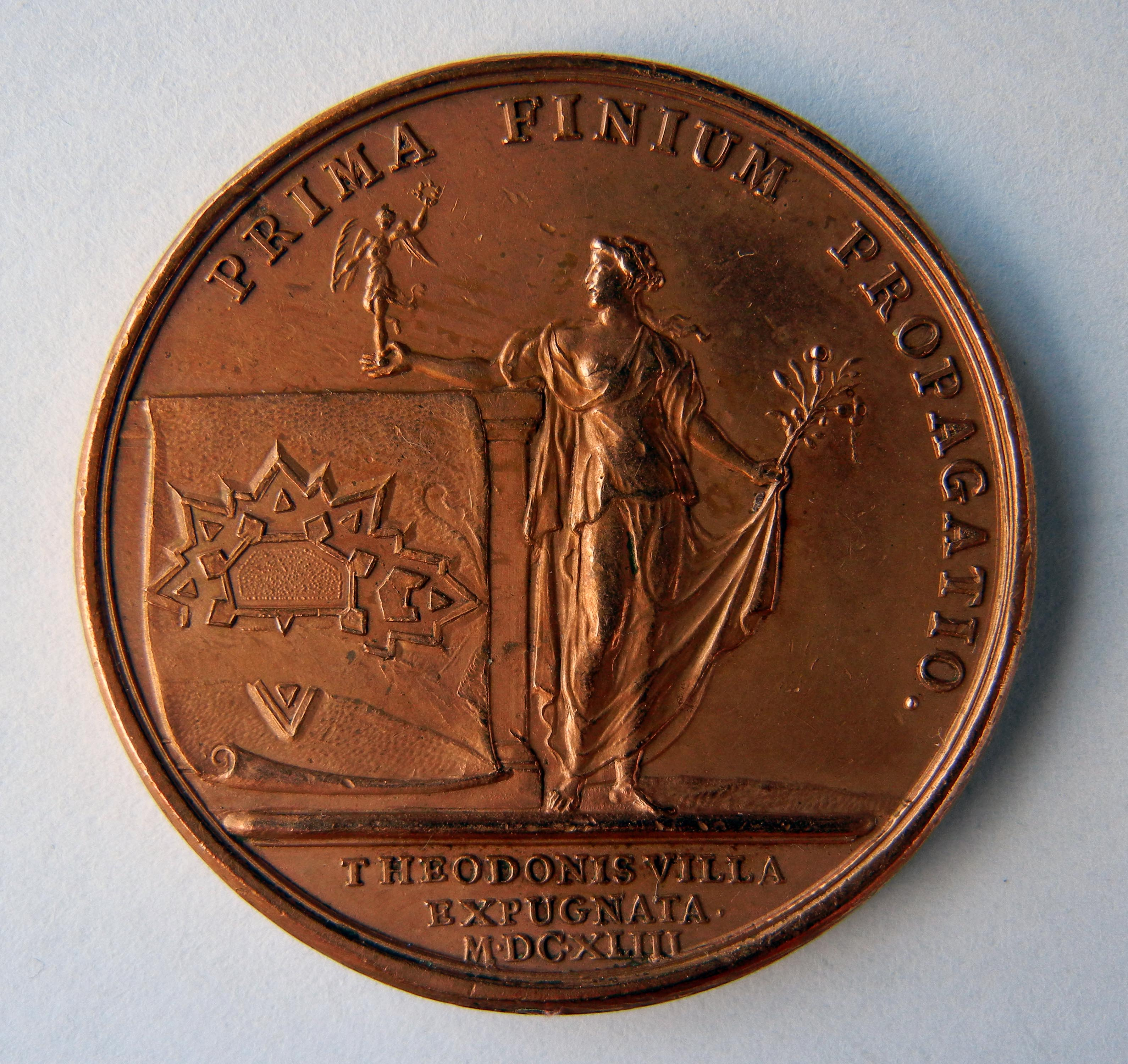
Luigi XIV, medaglia emessa in memoria del suo quinto compleanno, anno della sua ascesa al trono e della presa di Thionville nel 1643 dal lato del Gran Condé, rovescio.
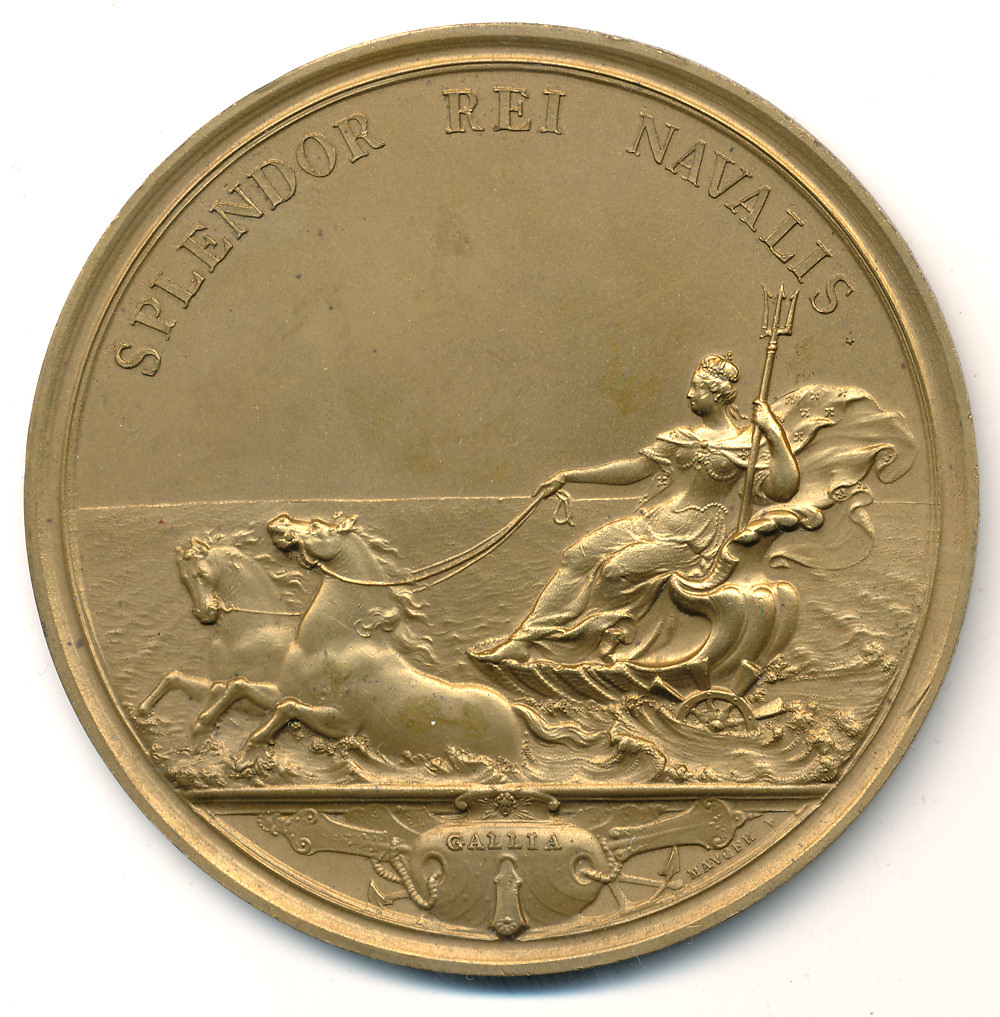
La fiorente Marina, 1693, bronzo, 72 mm, retro.